# 张丕基 (1937年)
张丕基（1937年—2021年11月21日），男，黑龙江五常人，中国作曲家，中国广播艺术团一级作曲，曾任中国大众音乐协会名誉主席。代表作有《乡恋》《夕阳红》等。